# Asjot Karagian
Asjot Karagian, född den 23 januari 1951 i Jerevan, Armenien, är en sovjetisk fäktare som tog OS-brons i herrarnas lagtävling i värja i samband med de olympiska fäktningstävlingarna 1980 i Moskva.